# 古俊彦
古俊彦（1973年10月—），女，壮族，广西鹿寨人，中华人民共和国政治人物。现任百色市人民政府副市长，民盟广西壮族自治区委副主委。第十四届全国政协委员。